# كأس بلجيكا 2016–17
كأس بلجيكا 2016–17 (بالفرنسية: Coupe de Belgique de football 2016-2017)‏ هو الموسم 62 من كأس بلجيكا. أقيم خلال الفترة 31 يوليو 2016 وحتى 18 مارس 2017، وأشرف على تنظيمه الاتحاد الملكي البلجيكي لكرة القدم، وكان عدد الأندية المشاركة فيه 292، وفاز فيه زولته فاريجيم.